# Premier Prix du conservatoire
Pour l’article homonyme, voir Premier prix de Conservatoire.
 (mai 2013).
Pour plus de détails, voir Fiche technique et Distribution.
Premier Prix du conservatoire est film documentaire français réalisé par René Guy-Grand, sorti en 1943.

## Synopsis
Un documentaire sur les coulisses du Conservatoire national supérieur d'art dramatique de Paris.

## Fiche technique
- Réalisation : René Guy-Grand
- Photographie : Georges Raulet
- Musique : Marcel Landowski
- Pays :  France
- Genre : Documentaire
- Durée : 29 minutes
- Année de sortie : 1943

## Distribution (dans leur propre rôle)
- Michel Auclair
- Françoise Christophe
- Andrée Clément
- Jacques Dacqmine
- Jean Desailly
- Sophie Desmarets
- Jacques-Henri Duval
- André Girard
- Claude Nollier
- Dany Robin
- ainsi qu'Alain Resnais : un jeune homme dans une boîte de nuit